# Lill-Kylsjön
Lill-Kylsjön är en sjö i Skellefteå kommun i Västerbotten och ingår i Rickleåns huvudavrinningsområde.